# Ilari Äijälä
Ilari Äijälä (Helsinki, 30 september 1986) is een Fins voormalig voetballer, die doorgaans speelde als linksback. Tussen 2005 en 2018 speelde hij bij diverse Finse voetbalclubs. Äijälä maakte in 2012 zijn debuut in het Fins voetbalelftal.

## Clubcarrière
Äijälä speelde in de jeugdopleidingen van profteams MPS en HJK Helsinki. Die laatste club liet hem dan ook debuteren, namelijk op 12 mei 2005. Op die datum mocht hij van coach Keith Armstrong zijn eerste wedstrijd spelen tegen KuPS. Zeven minuten voor tijd verving Äijälä Petri Oravainen in het veld. Tijdens verhuurperiodes bij Klubi-04 en KTP liet hij zien goed genoeg te zijn voor een plek in het eerste elftal. In 2008 vertrok hij echter naar MyPa. Na drie seizoenen in dienst van die club maakte hij opnieuw een transfer. FC Honka nam hem in januari 2011 transfervrij over, nadat zijn contract was afgelopen. Na vier seizoenen en meer dan honderd competitieoptredens verruilde hij die club voor KTP, waar hij eerder ook al speelde. Daar speelde Äijälä één jaar, waarna hij tekende voor PK-35. Na een half jaar keerde hij terug bij FC Honka. Met Honka promoveerde de Fin tweemaal op rij, waarna hij zijn pensioen als actieve voetballer aankondigde.

## Interlandcarrière
Zijn debuut in het Fins voetbalelftal maakte Äijälä op 22 januari 2012, toen er met 2–3 gewonnen werd van Trinidad en Tobago. Van bondscoach Mika-Matti Paatelainen mocht de middenvelder drie minuten voor tijd invallen voor Kasper Hämäläinen. Andere debutanten in dat duel namens Finland waren Mikko Sumusalo (HJK Helsinki), Joni Kauko (FC Inter Turku), Akseli Pelvas (HJK Helsinki) en Toni Kolehmainen (TPS Turku).

### Gespeelde interlands
| Interlands van Ilari Äijälä voor Finland | Interlands van Ilari Äijälä voor Finland | Interlands van Ilari Äijälä voor Finland | Interlands van Ilari Äijälä voor Finland | Interlands van Ilari Äijälä voor Finland | Interlands van Ilari Äijälä voor Finland | Interlands van Ilari Äijälä voor Finland |
| №                                        | Datum                                    | Wedstrijd                                | Uitslag                                  | Competitie                               | Goals                                    |                                          |
| Als speler bij FC Honka                  | Als speler bij FC Honka                  | Als speler bij FC Honka                  | Als speler bij FC Honka                  | Als speler bij FC Honka                  | Als speler bij FC Honka                  | Als speler bij FC Honka                  |
| ---------------------------------------- | ---------------------------------------- | ---------------------------------------- | ---------------------------------------- | ---------------------------------------- | ---------------------------------------- | ---------------------------------------- |
| 1                                        | 22 januari 2012                          | Trinidad en Tobago – Finland             | 2 – 3                                    | Vriendschappelijk                        |                                          |                                          |

## Erelijst
| Finse beker | 1 | 2012 |